# Lugo (prowincja)
Lugo (hiszp. Provincia de Lugo) – prowincja Hiszpanii współtworząca wspólnotę autonomiczną Galicji. Stolicą jest miasto o tej samej nazwie. Na zachodzie graniczy z prowincjami A Coruña i Pontevedra, na południu z prowincją Ourense, na wschodzie z wspólnotą autonomiczną Asturii i prowincją León. Największą rzeką przepływającą przez prowincję jest Miño.
| Miejscowość          | Liczba mieszkańców |
| -------------------- | ------------------ |
| 1. Lugo              | 96 678             |
| 2. Monforte de Lemos | 19 546             |
| 3. Viveiro           | 16 238             |
| 4. Vilalba           | 15 437             |
| 5. Sarria            | 13 508             |
| 6. Ribadeo           | 9 983              |
| 7. Foz               | 9 970              |
| 8. Burela            | 9 381              |
| 9. Chantada          | 9 014              |
| 10. Guitiriz         | 5 896              |